# 루벤 라구스
에른스트 루벤 라구스(Ernst Ruben Lagus: 1896년 10월 12일 – 1959년 7월 15일)는 핀란드의 군인이다.
제1차 세계 대전 당시 독일 제국의 왕립 프로이센 제27엽병대대에 의용병으로 입대, 집단지도자까지 달았다. 핀란드 독립 이후 겨울전쟁에서 카렐리야 지협의 보급 담당을 책임졌다.
계속전쟁 때는 엽병여단 여단장, 기갑사단 사단장을 역입했다. 1941년 7월 22일 만네르헤임 십자장의 첫 수훈자가 되었다.
1947년 중장 계급으로 예편했고 1959년 죽었다.